# Hanstorf (Satow)
Hanstorf ist ein Ortsteil der Gemeinde Satow im Landkreis Rostock in Mecklenburg-Vorpommern.

## Geografische Lage
Hanstorf liegt nordöstlich des Gemeindezentrums. Nordwestlich liegt Hastorf (zu Hanstorf), östlich Bliesekow, ein Ortsteil der Gemeinde Stäbelow, südöstlich der Satower Ortsteil Clausdorf, südlich der Ortsteil Gorow und im Westen der Ortsteil Reinshagen. Die Wohnbebauung konzentriert sich entlang der Doberaner Straße, die von Norden kommend in südlicher Richtung durch den Ort verläuft.

## Geschichte

### 13. bis 16. Jahrhundert
Vermutlich um das Jahr 1250 wurde mit dem Bau einer Feldsteinkirche begonnen. Die erste urkundliche Erwähnung des Orts erfolgte im Jahr 1270 als Johannestorpe im Zusammenhang mit seiner Übertragung an das Archidiakonat Rostock. Bei archäologischen Ausgrabungen wurden jedoch bereits Spuren einer slawischen Besiedlung sichergestellt. Im Jahr 1319 wurde das Dorf an die Familie von Barnekow verlehnt. Weitere Schreibweisen waren Johansdorp, Johanneshag, Hansdorf und Hannßdorf. Aus dem Besitz der von Barnekow gelangte das Dorf im Jahr 1383 an die Familie von Axekow. Kasten von Axekow verkaufte im Jahr 1471 seine Einkünfte aus dem Gut für 150 Rostocker Pfennige an einen Rostocker Ratsherrn. Im Jahr 1513 übernahm Jaspar Fineke das Gut. Zwölf Jahre später wurden Hans und Magarete Brink wegen eines Kirchenraubes zum Tode verurteilt und an der Kirche hingerichtet.

### 17. und 18. Jahrhundert
Im Jahr 1627 plünderten 6000 kaiserliche Soldaten den Ort; die Hanstorfer flüchteten nach Rostock. Das Gut befand sich zu dieser Zeit bereits seit 1617 im Besitz des Hans Barner; ebenso wurden ein Pfarrhaus und Pfarrkarten erwähnt. Im Jahr 1628 starben durch die Pest 100 Menschen im Kirchspiel. Zehn Jahre später fallen schwedische Truppen ein, besetzen den Ort und plündern ihn aus. Im Jahr 1699 wurde der Kirchturm durch einen Blitzeinschlag zerstört.
Im Jahr 1707 ging das Dorf mit seinen 47 Bewohnern an Frantz Bogislaw von Berner über; aus dem Jahr 1738 ist Christoph von Lowtzow als Besitzer überliefert, hielt es aber nur bis vor 1748. Im genannten Jahr verkaufte der Oberjägermeister von Bergholz im Auftrag des Großherzogs Christian Ludwig II. das Gut. Unter seiner Leitung wurde der Ort im Jahr 1751 mit einem Schäferkaten, einem langen Katen für Einlieger und Viehhirten, einem Katen für Häcker, der Küsterei und dem Witwen- und Predigerhaus registriert. Die Bevölkerungsanzahl war auf 31 Bewohner, davon drei Bauern, zurückgegangen. Hanstorf wurde 1766 Kammergut und an einen wechselnden Gutspächter verpachtet. Im Jahr 1772 schlossen sich die Pfarren Hanstorf und Heiligenhagen zusammen; Sitz des Pastors war Hanstorf (bis 1976).

### 19. und 20. Jahrhundert

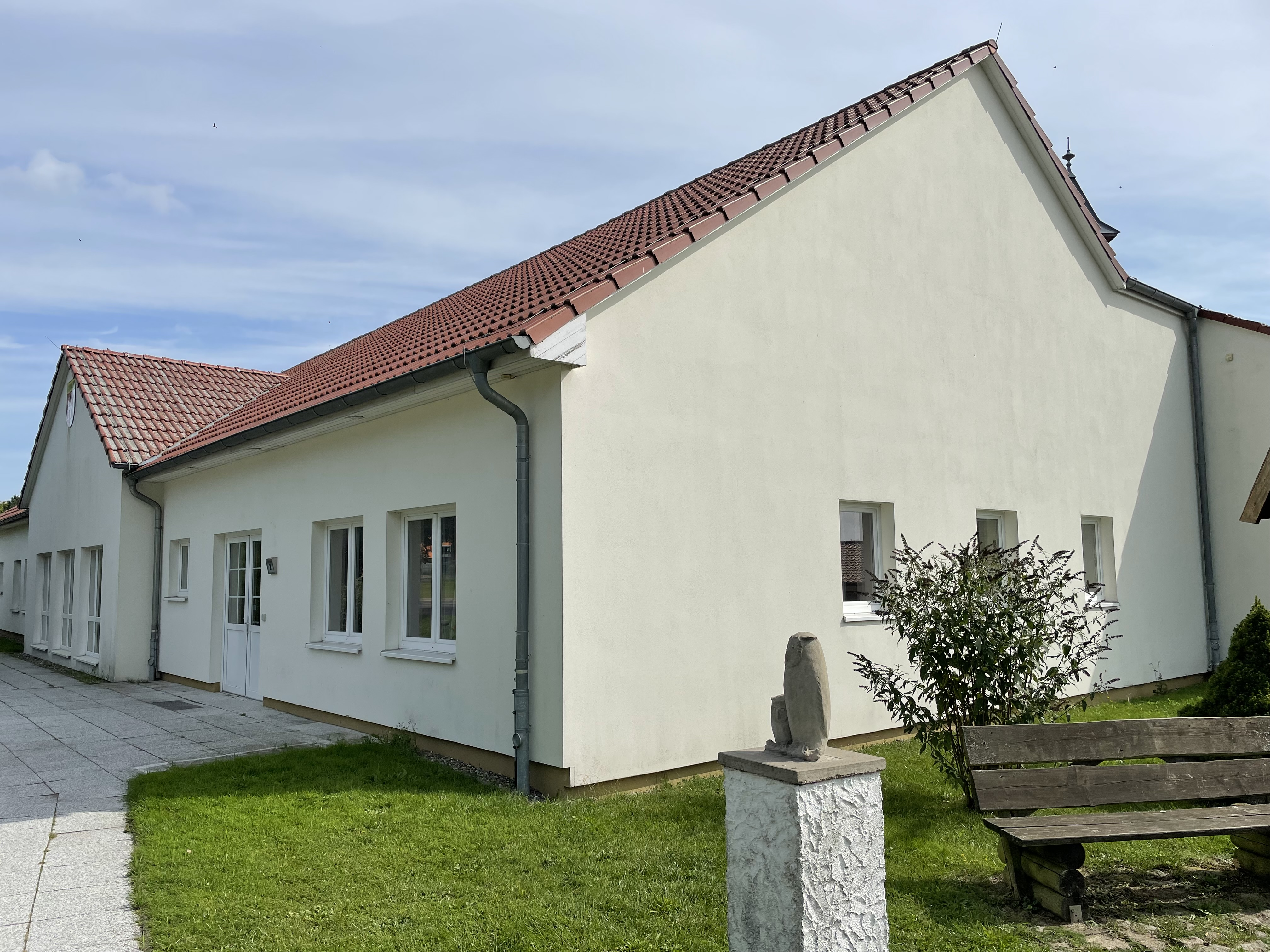
Gemeindehaus

Im Jahr 1900 kam es zu einem Brand, bei dem das Pfarrhaus zerstört wurde. Zu dieser Zeit gab es im Dorf eine eigene Schmiede und einen Krug auf dem Gutshof. Im Jahr 1822 kam der Pastor Johann Jacob Mussäus in die Pfarre, die er bis 1839 hielt. In dieser Zeit entstanden im Jahr 1825 ein Herrenhaus sowie ein neues Pfarrhaus; Hanstorf war auf mittlerweile 121 Bewohner angewachsen. Im Jahr 1870 entstand eine Chaussee, die das Dorf seit dieser Zeit mit Schwaan und Bad Doberan verbindet. Das Küster- und Schulhaus wurde 1893 erneuert; die Anzahl der Bewohner war auf 105 Personen zurückgegangen. Im Jahr 1930 gründete sich die Freiwillige Feuerwehr und errichtete ein Spritzenhaus. Im Zweiten Weltkrieg mussten Kriegsgefangene und Zwangsarbeiter auf dem Gut arbeiten. Durch Zuzug von Flüchtlingen verdreifachte sich bis 1944 die Anzahl der Einwohner.
Am 2. Mai 1945 nahm die Rote Armee das Dorf an. Das Gut wurde aufgesiedelt, die letzten Besitzer enteignet. Das Gut wurde fortan ein Neubauerndorf: Wald, Vieh, Wirtschaftsgeräte wurden aufgeteilt, es entstand eine Zentralschule, ein Konsum eröffnete. Bis 1947 waren 43 Neubauernstellen entstanden, die ein Jahr später mit dem Bau einer Neubausiedlung begannen. Im Jahr 1950 eröffnete eine Bibliothek, ein Jahr später entstand ein Transformatorenhaus, das Hanstorf mit elektrischem Strom versorgte. Im Jahr 1952 gründete sich eine LPG Typ III Neuer Weg; ein Jahr später eine LPG Typ I Zum Wohlstand. Es entstand ein Erntekindergarten; 1955 eine Poststelle sowie der Club Junger Neuerer. Bis 1956 war die Anzahl der Einwohner auf 235 Personen in 60 Wohnungen eingewachsen. Im Jahr 1959 entstand im ehemaligen Gutshaus eine Erntekrippe; aus der Maschinen-Traktoren-Station Radegast gelangt Technik zur LPG Neuer Weg. Ein Jahr später gründete sich eine weitere LPG Typ I, die Vorwärts. Hanstorf war damit vollgenossenschaftlich. Es entstanden fünf Rinderoffenställe, ein Melkhaus sowie ein Dorfclub. Im Jahr 1961 eröffnete eine Arztpraxis im Pfarrhof, zwei Jahre später lebten in Hanstorf insgesamt 233 Personen in 63 Familien. Im Jahr 1964 wurde ein Neubauwohnblock mit 24 Wohneinheiten, Garagenkomplex und Kleingärten an die Bewohner übergeben; ein Jahr später die Wasserversorgungsanlage der Gemeinde. Zwischen Parkentin und Hanstorf konnte eine Verbindungsstraße fertiggestellt werden. Im Jahr 1966 schlossen sich die Gemeinde Gorow mit drei Ortsteilen sowie die Gemeinde Hanstorf mit drei weiteren Ortsteilen zur Gemeinde Hanstorf zusammen. Im Jahr 1972 gründete sich die LPG Ernst Thälmann, die mit der LPG Neuer Weg vereinigt wurde. Ein Jahr später entstand im Gutshaus eine Kinderkrippe; im Ort wurden eine Bushaltestelle sowie ein Kinderspielplatz eingerichtet. Die Straßenbeleuchtung wurde in Betrieb genommen, außerdem fanden 14-täglich Kinovorführungen statt. Die LPG Pflanzenproduktion Ernst Thälmann schloss sich im Jahr 1974 an die KAP Conventer Niederung an. Zwei Jahre später musste die Schule schließen. Im ehemaligen Schulhaus eröffnete eine Kinderkombination. Die LPG Tierproduktion schloss sich an die LPG Empor Rethwisch an. Außerdem wurde die Pfarre Hanstorf – nach 500 Jahren – aufgelöst und kam zur Pfarre Parkentin. Im Jahr 1978 eröffnete die Gemeinde ein Mehrzweckgebäude, dass das Gemeindebüro, eine Arztpraxis, einen Friseur, eine Bibliothek, eine Mütterberatungsstelle sowie einen Konsum und eine Dienstleistungsannahme beinhaltete. Im Ort lebten zu dieser Zeit 258 Einwohner, darunter 122 Kinder. Im Jahr 1981 kam es zu einer Brandstiftung im Strohlager der LPG; der Schaden betrug 45.000 Mark. Ein Jahr später eröffnete im Gutshaus eine Konsumgaststätte und im Gebäude des ehemaligen Konsums eine Sekundärrohstoffannahmestelle. Der Kulturraum mit Weinstube wurde eingeweiht; im ehemaligen Pferdestall entstand ein Versorgungsstützpunkt der VdgB. Im Jahr 1988 ließ die Kirchengemeinde das Kirchendach sowie die Fenster instand setzen.
Nach der Wende kam es zu einem Bodenordnungsverfahren und zur Erweiterung des Dorfes in Lütt Specking. Der Verein Lebensraum Hanstorf gründete sich im Pfarrhof, während im Jahr 1991 die Verwaltungsgemeinschaft Hanstorf, Reinshagen, Heiligenhagen, Bölkow, Radegast und Satow entstand. Der Konsum schloss und wurde durch einen privat geführten Einkaufsmarkt ersetzt. Im Jahr 1992 bildete sich das Amt Satow mit sechs Ortsteilen. Die Agrar-Hanstorf entstand, die 2010 in die Hanstorfer Landbau GmbH überführt wurde. Im Jahr 1994 kam es zu einer erneuten Dorferweiterung durch den Bau des Wohnparks; es gründet sich die Interessengemeinschaft Windkraftanlagen in Hanstorf. Bis 1996 erfolgte die Sanierung der Abwasserentsorgung und Hanstorf erhielt einen Anschluss an ein zentrales Abwassernetz. Im Jahr 1999 kam es zu zahlreichen weiteren Bautätigkeiten: dem Ausbau Bliesekower Weg, der Erneuerung des Spielplatzes und der Straßenbeleuchtung, ein Gehwegbau im Oberdorf, der Weg nach Reinshagen, einem Neubau des Buswartestandes sowie die Einrichtung eines Wertstoffbehälterplatzes. Im Jahr 2002 erfolgte neben dem Gemeindehaus die Grundsteinlegung für das neue Feuerwehrhaus der Freiwilligen Feuerwehr. Im Jahr 2003 wurde Hanstorf Ortsteil der Großgemeinde Satow; der Pfarrhof wurde Außenstandort der IGA Rostock. Im Jahr 2005 erfolgte die Übergabe des neu gestalteten Gemeindehauses an die Bevölkerung, ebenso wurde die Ortsdurchfahrt im Zuge der Anbindung der Landstraße 13 an die Bundesautobahn 20 erneuert. Ein Jahr später gründete sich die Interessengemeinschaft Historie Hanstorf, die sich seit dieser Zeit um die Aufbereitung der Dorfgeschichte kümmert. Im Jahr 2010 feierte die Freiwillige Feuerwehr ihr 80-jähriges Bestehen. Seit 2013 erinnert eine von einem Hanstorfer Einwohner geschaffene Statue an den Pastor Mussäus. Das Denkmal wurde vor der Südostseite der Dorfkirche aufgestellt. Ein Jahr später gestaltete die Interessengemeinschaft das Umfeld des Gemeindehauses um. Ein Ortsteil mit Sitzgelegenheit wurde aufgestellt, eine Informationstafel beschreibt die Ortsgeschichte.

## Kultur und Sehenswürdigkeiten

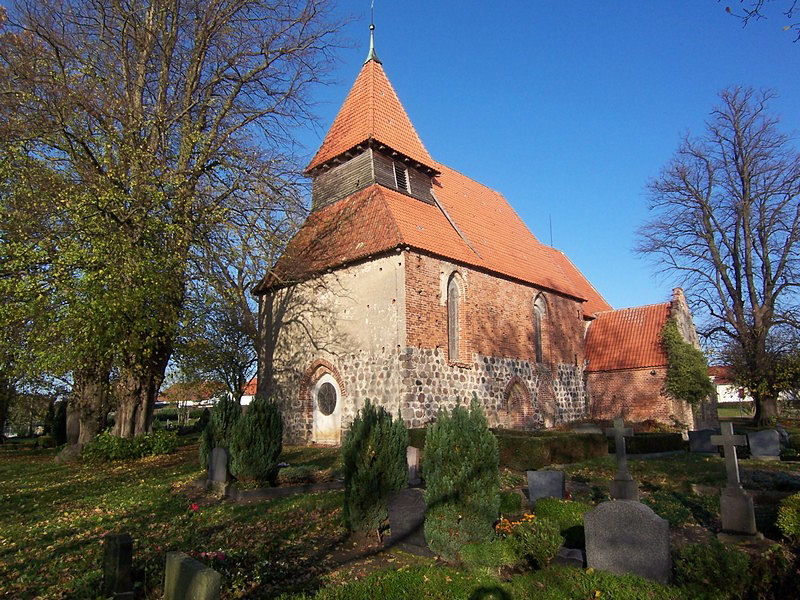
Dorfkirche Hanstorf

- Die Dorfkirche Hanstorf ist eine Feldsteinkirche aus dem 13. Jahrhundert. Im Innern steht unter anderem eine Kanzel aus dem Jahr 1588. Auf dem Friedhof erinnert ein Denkmal an Johann Jacob Mussäus, der von 1822 bis 1839 Pastor der Kirchgemeinde Hanstorf/Heiligenhagen war und am 29. März 1839 während der Predigt auf der Kanzel starb.
- Osterfeuer, Sommerfest, Backfest, Fest zum Kindertag, Silvesterparty
- Wanderweg zum Hütter Wohld in das Naturschutzgebiet Hütter Klosterteiche
- Im Nordosten der Gemarkung liegt ein 0,3 Hektar großer Weiher, der zum Angelsport genutzt wird.